# Crypteria (Crypteria) claripennis
Crypteria (Crypteria) claripennis is een tweevleugelige uit de familie steltmuggen (Limoniidae). De soort komt voor in het Oriëntaals gebied.